# حسین سلامی
حسین سلامی (۱۰ مرداد ۱۳۳۹ – ۲۳ خرداد ۱۴۰۴) سرلشکر سپاه پاسداران انقلاب اسلامی بود که در فاصلهٔ سال‌های ۱۳۹۸ تا ۱۴۰۴ به عنوان هفتمین فرماندهٔ کل سپاه پاسداران فعالیت می‌کرد.
وی فعالیت نظامی را از آبان ۱۳۵۹ در سپاه پاسداران آغاز کرد و در طول جنگ ایران و عراق مسئولیت‌های میانی در لشکر ۲۵ کربلا، لشکر ۱۴ امام حسین و قرارگاه دریایی نوح داشت. او پس از جنگ، تحصیلات خود را از سر گرفت و مدرک کارشناسی مهندسی مکانیک را از دانشگاه علم و صنعت کسب کرد. وی سپس در رشته مدیریت دفاعی، کارشناسی ارشد را از دانشگاه عالی دفاع ملی دریافت کرد.
سلامی از ۱۳۷۱ تا ۱۳۷۶ به عنوان فرمانده دانشگاه فرماندهی و ستاد سپاه پاسداران فعالیت می‌کرد، از ۱۳۷۶ تا ۱۳۸۴ رئیس اداره عملیات ستاد مشترک سپاه پاسداران بود، از ۱۳۸۴ تا ۱۳۸۸ فرماندهی نیروی هوایی سپاه پاسداران را برعهده داشت و در فاصلهٔ سال‌های ۱۳۸۸ تا ۱۳۹۸ به عنوان جانشین فرمانده کل سپاه پاسداران فعالیت می‌کرد.
اتحادیه اروپا در آوریل ۲۰۲۰، حسین سلامی را به دلیل سرکوب معترضان در جریان اعتراضات آبان ۱۳۹۸ تحریم کرد. وی در بامداد ۲۳ خردادماه ۱۴۰۴ در جریان حملهٔ هوایی اسرائیل به ایران کشته شد.

## زندگی
حسین سلامی در روستای وانشان، از توابع شهرستان گلپایگان، اصفهان زاده شد. در سال ۱۳۵۷ همزمان با اوج‌گیری انقلاب در رشته مهندسی مکانیک دانشگاه علم و صنعت قبول شد. او بعد از پایان جنگ به تکمیل تحصیلاتش در دانشگاه علم و صنعت در رشته مهندسی مکانیک پرداخت. وی همچنین مدرک کارشناسی ارشد را در رشته مدیریت دفاعی از دانشگاه عالی دفاع ملی دریافت کرد.

## تحصیلات
حسین سلامی دارای مدرک دکترای مدیریت دفاعی از دانشگاه فرماندهی و ستاد ارتش بود. وی همچنین دوره‌های تخصصی موشکی را در دانشگاه صنعتی مالک اشتر گذرانده بود.

## سوابق اجرایی
سلامی از سال ۱۳۷۸ تا ۱۳۸۷ به عنوان معاون عملیات نیروی هوایی سپاه پاسداران انقلاب اسلامی، فعالیت می‌کرده است. وی در این دوره، نقش کلیدی در توسعه توان موشکی ایران داشت.
وی مستقیماً مسئولیت پروژه‌های بالستیک شامل موشک‌های «شهاب ۳» و «قدیر» را بر عهده داشته است. تحت فرماندهی او، بُرد موشک‌های ایرانی به ۲۰۰۰ کیلومتر افزایش یافت.

## مواضع
سلامی در سخنرانی ۱۴۰۲ خود در دانشگاه تهران تصریح کرد: «توان بازدارندگی ایران باید به سطحی برسد که هیچ کشوری جرئت تهدید ما را نداشته باشد.»

## تألیفات و مقالات
کتاب «استراتژی بازدارندگی در دفاع مقدس» و مقاله «نقش موشک‌ها در امنیت ملی» از آثار منتشر شده اوست.

## مسئولیت‌ها
سلامی پس از وقوع انقلاب فرهنگی و همزمان با آغاز جنگ ایران و عراق در آبان ۱۳۵۹ به سپاه پاسداران انقلاب اسلامی پیوست. وی در طول جنگ ایران و عراق در کردستان و عمدتاً در جبهه جنوب در مسئولیت‌های رزمی و مختلف در لشکر ۲۵ کربلا، لشکر ۱۴ امام حسین و نیز قرارگاه دریایی نوح حضور داشت. وی پس از پایان جنگ دوره دانشکده فرماندهی و ستاد را گذراند و نیز فارغ‌التحصیل کارشناسی ارشد مدیریت دفاعی بود.
سلامی همزمان با تدریس در دانشکده فرماندهی و ستاد سپاه، از دانشگاه علم و صنعت نیز فارغ‌التحصیل شد. وی همچنین مؤسس و فرمانده دوره عالی جنگ از سال ۱۳۷۱ تا ۱۳۷۶ بود و از سال ۱۳۷۶ تا ۱۳۸۴ نیز در سمت معاون عملیات ستاد مشترک سپاه مشغول فعالیت بود.
او در ۱ اردیبهشت‌ماه ۱۳۹۸ از طرف سید علی خامنه‌ای از رده جانشینی فرمانده کل سپاه پاسداران، با یک درجه ارتقا به رتبه سرلشکری، به سمت فرماندهی کل سپاه پاسداران منصوب شد. این انتصاب با پیام‌های تبریک رئیس‌جمهور حسن روحانی، اسحاق جهانگیری (معاون رئیس‌جمهور)، محمد جواد ظریف (وزیر امور خارجه)، محمدحسین باقری (فرمانده ستاد کل نیروهای مسلح) و دیگر مقامات کشوری و لشکری همراه شد.
گاه‌شمار مسئولیت‌های سلامی به قرار زیر است:
- مسئول عملیات قرارگاه دریایی نوح در جنگ ایران و عراق
- فرمانده دانشکده دافوس از ۱۳۷۱ تا ۱۳۷۶
- معاون عملیات ستاد مشترک سپاه از ۱۳۷۶ تا ۱۳۸۴
- فرماندهی نیروی هوایی سپاه پاسداران از ۱۳۸۴ تا ۱۲ مهرماه ۱۳۸۸
- عضو هیئت علمی دانشگاه عالی دفاع ملی
- جانشین فرمانده کل سپاه پاسداران انقلاب اسلامی از ۱۳۸۸ تا ۱۳۹۸
- سرپرست معاونت هماهنگ‌کننده سپاه پاسداران انقلاب اسلامی از تیر تا شهریور ۱۳۹۷
- فرمانده کل سپاه پاسداران انقلاب اسلامی از اردیبهشت‌ماه ۱۳۹۸[۲۳] تا ۱۴۰۴

## سرنگونی هواپیمای اوکراینی
مقامات ایران پس از سرنگونی هواپیمای اوکراینی که به کشته شدن ۱۷۶ تن انجامید، علّت سقوط را «نقض فنی» اعلام کردند؛ امّا «گروه نظارت بر خطر هوانوردی» با بررسی مستندات باقیمانده، اشاره کرده بود که «به روشنی جای یک سوراخ را در قسمت باک و بال هواپیما» وجود داشته و در ادامه افزوده بود که «توصیه می‌کنیم فرض بر این قرار داده شود که این سانحه بر اثر اصابت موشک شبیه به حادثه سقوط پرواز شماره ۱۷ هواپیمایی مالزی (MH17) رخ داده است.»
پس از تکذیب‌های متوالی مقامات حکومتی در تاریخ ۲۱ دی ماه ۱۳۹۸ نیروهای مسلح جمهوری اسلامی اعلام کرد که هواپیمای اوکراینی «به اشتباه» هدف پدافند ضدهوایی سپاه پاسداران قرار گرفته و فرمانده هوافضای سپاه نیز طی یک نشست خبری به شلیک موشک توسط نیروهای تحت فرماندهی اعتراف کرد.
یک روز بعد سلامی مدعی شد که سپاه پاسداران «داوطلبانه» نقش‌آفرینی در سرنگونی هواپیمای مسافربری را پذیرفته و مسئولیتی برای توقف پروازهای مسافربری ندارد. این در حالی بود که مستندات بسیاری نشان می‌دادند سپاه پاسداران از پروازهای مسافربری به عنوان سپر دفاعی بازدارنده در برابر حملات احتمالی آمریکا استفاده می‌کرده است. به ادعای سلامی «خطای انسانی» صورت گرفته در نتیجهٔ «جنگ روانی» بوده است. وی در این رابطه اظهار کرده بود: «خدا گواه است ما خودمان منشأ ایجاد این فرضیه شدیم که ممکن است موشک ما اصابت کرده باشد، آن هم به‌دلیل همزمانی، اگر ما خود مبدأ شکل‌گیری این فرضیه نبودیم، هیچ‌کس نمی‌توانست متوجه شود.»
با این حال، مقامات ایرانی بلافاصله پس از سقوط هواپیما، علّت را نقص فنی اعلام کردند. در مقابل کارشناسان بر اساس شواهد، فرضیه برخورد موشک را مطرح کردند؛ امّا ایران برخورد هرگونه موشک به این هواپیما را انکار کرد. سپس در همان روز، ابوالفضل شکارچی، سخنگوی نیروهای مسلح ایران، این فرضیه را «دروغ محض» خواند و مدعی شد که «این موضوع توسط خط نفاق به نفع آمریکایی‌ها دنبال می‌شود و توطئه‌ای دیگر در حوزهٔ جنگ روانی» است.
در رسانه‌های رسمی و خبری در ایران نیز، کارشناسان، تحلیلگران و عدّه‌ای تحت عنوان متخصصان هوافضا، احتمال شلیک موشک به هواپیما را «یک شایعه»، «دروغ»، «شیادی آمریکا»، «جنگ روانی» و «سناریوسازی دروغین غرب» توسط «دشمنان»، «معاندین» و «ضدانقلاب» برای «دشمنی»، «به حاشیه بردن حمله به پادگان عین الاسد» یا «تلاش شرکت بوئینگ برای جلوگیری از سقوط سهام و سرپوشی بر روی مشکلات فنی هواپیمای خود» معرفی کردند و احتمال شلیک پدافند و همچنین سقوط هواپیما با این شلیک را از لحاظ علمی رد کردند. روز ۲۰ دی‌ماه نیز، خبرگزاری نسیم، نزدیک به سپاه پاسداران، بر اساس «منابع آگاه خود» در فرودگاه امام خمینی و «طبق فرم موجود اجازهٔ پرواز» مدعی شد که در شب حادثه هواپیما دچار اشکال فنی بوده و مهندس ایرانی که پیش‌بینی حادثه را می‌کرده، اجازهٔ پرواز را نداده بوده است! با این حال، مهندس اوکراینی ایرلاین مخالفت کرده است و از این رو، فقط همان موتور هواپیما آتش گرفته است.

### حکم دادگاه عالی انتاریو
روز پنجشنبه ۳۰ اردیبهشت‌ماه ۱۴۰۰ دادگاه عالی انتاریو در کانادا به دنبال رسیدگی به شکایت بستگان قربانیان پرواز ۷۵۲ شلیک به هواپیمای اوکراینی را «عمدی و اقدامی تروریستی» دانست. چهار شاکی این پرونده علی خامنه‌ای و فرماندهان سپاه و ارتش را متهم کرده‌اند.

### تهدید خانواده قربانیان
جواد سلیمانی، همسر الناز نبیئی، یکی از قربانیان سرنگونی هواپیما که در کانادا زندگی می‌کند، خبر داده است که مأموران امنیتی ایران خانواده قربانیان را تهدید به تجاوز جنسی کرده و گفته‌اند که «آنچه با پدر پویا بختیاری کردیم، با شما می‌کنیم.» خانواده او برای برگزاری چهلم فراخوان عمومی داده بودند ولی توسط وزارت اطلاعات بازداشت شدند.

## اقدامات و عملکرد
حسین سلامی به «سردار رجزخوان» معروف بود؛ زیرا مواضع و اظهارات تندی علیه آمریکا، اسرائیل، عربستان و حتی اروپا ابراز می‌داشت. وی همچنین طبق سنت و عرف موجود از نیروی زمینی سپاه به فرماندهی کل سپاه پاسداران انتخاب شد؛ بزرگ‌ترین نیرو و بدنهٔ اصلی در سازمان رزم سپاه پاسداران. با این حال، به باور صاحب‌نظران یکی از مهم‌ترین دلایل انتخاب او برای فرماندهی کل سپاه پاسداران توسط علی خامنه‌ای، رهبر ایران، رجزخوانی‌ها و نگرش عمیقاً تهاجمی وی علیه آمریکا، اسرائیل و حتی اروپا و تمایل شدیدش به نمایش تلویزیونی-رسانه‌ای این ذهنیت و نگرش بوده است. او بارها علناً از نابودی اسرائیل سخن گفته بود. برای مثال، در سخنرانی خود در نماز جمعه تهران در فروردین‌ماه ۱۳۹۷ این چنین به تهدید اسرائیل پرداخت:
ما شما (اسرائیل) را خوب می‌شناسیم. شما بسیار آسیب‌پذیر هستید. شما نه عمق و نه عقبه دارید، شما به اندازه یک عملیات بیت‌المقدس ما هستید. هر نقطه‌ای از سرزمین تحت اشغالتان تقاطع آتش از شمال و غرب است، این پدیده جدید است. شما راهی برای فرار ندارید و در دهان اژدها زندگی می‌کنید.
لحن تند او در موارد دیگری نیز سابقه داشت. حسین سلامی در سال ۱۳۹۴ گفته بود که جواب بازدید کارشناسان آژانس بین‌المللی انرژی اتمی از مراکز نظامی ایران را با «سرب داغ» خواهد داد. او در مقاطع مختلف نسبت به درخواست خلع سلاح موشکی یا متوقف کردن توسعه برد موشک‌ها مخالفت شدیدی اتخاذ کرده بود.
با این حال، او تا پیش از فرماندهی سپاه برای مردم و رسانه‌ها چهره‌ای شناخته‌شده نبود. در سال ۱۴۰۳ دست‌کم در دو مورد عملکرد او مورد توجه رسانه‌ها قرار گرفت و تصاویرش به شکل گسترده‌ای در شبکه‌های اجتماعی دست به دست شد. در اوّل خردادماه ۱۴۰۳ خبرگزاری تسنیم تصاویری از جلسهٔ حسین سلامی و محمد پاکپور منتشر کرد. آن‌ها در «جلسهٔ مدیریت جست‌وجو» به دنبال ردی از بالگرد سرنگون شده ابراهیم رئیسی، رئیس‌جمهور پیشین ایران می‌گشتند. انتشار این تصاویر با انتقادات گستردهٔ رسانه‌ها و نگاه طنزآمیز کاربران در فضای مجازی روبه‌رو شد. در بخشی از این ویدیو، سلامی می‌گوید: «شاید در باز شده پریده‌اند پایین.» همچنین در مهرماه سال ۱۴۰۳ و در پی کشته شدن حسن نصرالله و تعدادی از فرماندهان سپاه پاسداران نیز ویدیویی از حسین سلامی منتشر شد که او به امیرعلی حاجی‌زاده، فرمانده وقت نیروی هوافضای سپاه، فرمان آغاز عملیات «وعده صادق ۲» را صادر می‌کند. او در واکنش به موشک‌هایی که به سوی اسرائیل پرتاپ شده بود، می‌گفت: «خیلی ماشاءالله داره.» کاربران ایرانی در فضای مجازی با بازنشر گسترده و کنایه‌آمیز این جمله، به آن واکنش نشان دادند.
حسین سلامی خیلی کم دربارهٔ سیاست داخلی اظهارنظر می‌کرد ولی اندک اظهارنظرهایش بسیار تند و افراطی بودند. او در سرکوب اعتراضات سال ۱۳۸۸ و برپایی راهپیمایی ۹ دی‌ماه ۱۳۸۸ نقش پُررنگی داشت. همچنین حسین سلامی در جایگاه «جانشین فرمانده سپاه پاسداران انقلاب اسلامی» در سرکوب اعتراضات مردمی دی‌ماه ۱۳۹۶ که به کشته‌شدن دست‌کم ۲۵ نفر از معترضان انجامید، ایفای نقش کرده بود. او همچنین با عضویت در «شورای امنیت کشور و شورای عالی امنیت ملی»، به عنوان «فرمانده کل سپاه»، در صدور مجوز به‌کارگیری تجهیزات کشنده علیه مردم معترض مسئولیت داشت.
سلامی در آذرماه ۱۳۹۸ طی یک سخنرانی در جریان راهپیمایی حکومتی موسوم به «اقتدار و آرامش»، اعتراضات سراسری آبان ۱۳۹۸ را «فتنه» خواند و مدعی شده بود که «جنگی که در خیابان‌های ما آغاز شد، یک سناریو کامل جهانی بود. این جنگ تمام شد و امروز تیر خلاص به دشمن زده شد.»
او با اظهارنظر دیگری میان بسیجیان در واکنش به این اعتراضات، ضمن بیان اینکه «نمی‌شود بسیجی را با موشک حتی مقایسه کرد»، گفته بود: «دشمنان از فرصت یک حادثه در کشور ما می‌خواستند استفاده کنند ولی آنچنان غافلگیر شدند که به اغما رفتند.»
حسین سلامی در جریان اعتراضات سال ۱۴۰۱ ایران نیز با ارسال نامه‌ای به ابراهیم رئیسی، رئیس‌جمهور وقت خواستار قطع اینترنت شده بود. او در نامه‌ای «خیلی محرمانه»، صریحاً اینترنت، شبکه‌های اجتماعی و فضای مجازی را «جوی مسموم» برای نظام توصیف کرده بود و از رئیس‌جمهور خواسته بود که آن‌ها را ببندد. نامهٔ حسین سلامی به ابراهیم رئیسی به تاریخ ۲۰ آذرماه ۱۴۰۱ فرستاده شده بود و او در این نامه نوشته بود که «در پی وقوع شرایط امنیتی… در گام اوّل، ورودی این جوی مسموم… باید برای همیشه مسدود گردد.»
حسین سلامی سعی می‌کرد تا در مسائل مختلف دیگری نیز دخالت و حضور داشته باشد؛ مثلاً رسانه‌های ایران از هدایای ویژهٔ او به بازیکنان تیم ملّی فوتبال ایران، پیش از سفر برای حضور در جام ملّت‌های آسیا خبر دادند. سه‌شنبه ۱۲ دی‌ماه ۱۴۰۲ حسین سلامی با بازیکنان و مربیان تیم ملّی فوتبال ایران، دیدار و برای آن‌ها سخنرانی کرد. او در این دیدار به بازیکنان تیم ملّی فوتبال ایران گفت که اگر می‌خواهند در جام ملّت‌های آسیا پیروز شوند، قبل از بازی دو رکعت نماز بخوانند و با وضو وارد زمین شوند. به گزارش رسانه‌های ایران، حسین سلامی به هر بازیکن تیم فوتبال و اعضای کادر فنی، در کنار چند تسبیح و انگشتر، ۲۰ میلیون تومان نیز هدیه داده بود. رسانه‌ها، انگشترهای اهدایی را «نفیس» و «گران‌قیمت» دانستند. صرفاً با احتساب هدیه ۲۰ میلیون تومانی به ۲۶ بازیکن و همین‌طور ۱۰ مربی و عضو کادر فنی، حسین سلامی از بودجه سپاه پاسداران، فقط مبلغ ۷۲۰ میلیون تومان، صرفاً جهت بدرقه این تیم هزینه کرده بود.

## تحریم
اتحادیه اروپا در ۱۲ آوریل ۲۰۲۰ حسین سلامی را به دلیل نقش وی در سرکوب خشونت‌بار اعتراضات آبان ۱۳۹۸ ایران در فهرست تحریم خود قرار داد و دارایی‌های او را مسدود و از دریافت ویزای کشورهای عضو این اتحادیه ممنوع کرد.
در واکنش به این اقدام، سلامی با تبریک به فرماندهان تحریم‌شده سپاه اظهار کرده بود: «شکی نیست که دشمنان در آینده و در میدان عمل پیامدهای اقدام شیطانی و کینه‌توزانه خود را بهتر و محسوس‌تر درک و فهم خواهند کرد.»

## ترور
در سحرگاه جمعه ۲۳ خردادماه ۱۴۰۴ بر اثر حملهٔ اسرائیل به ستاد فرماندهی سپاه، حسین سلامی و تعدادی از محافظان و همکاران وی کشته شدند.

## یادداشت
1. ↑  پس از ترور، به سپهبد پاسدار ترفیع داده شد.